# Jüdischer Friedhof (Hradec Králové)
Koordinaten: 50° 13′ 46,4″ N, 15° 50′ 39,9″ O

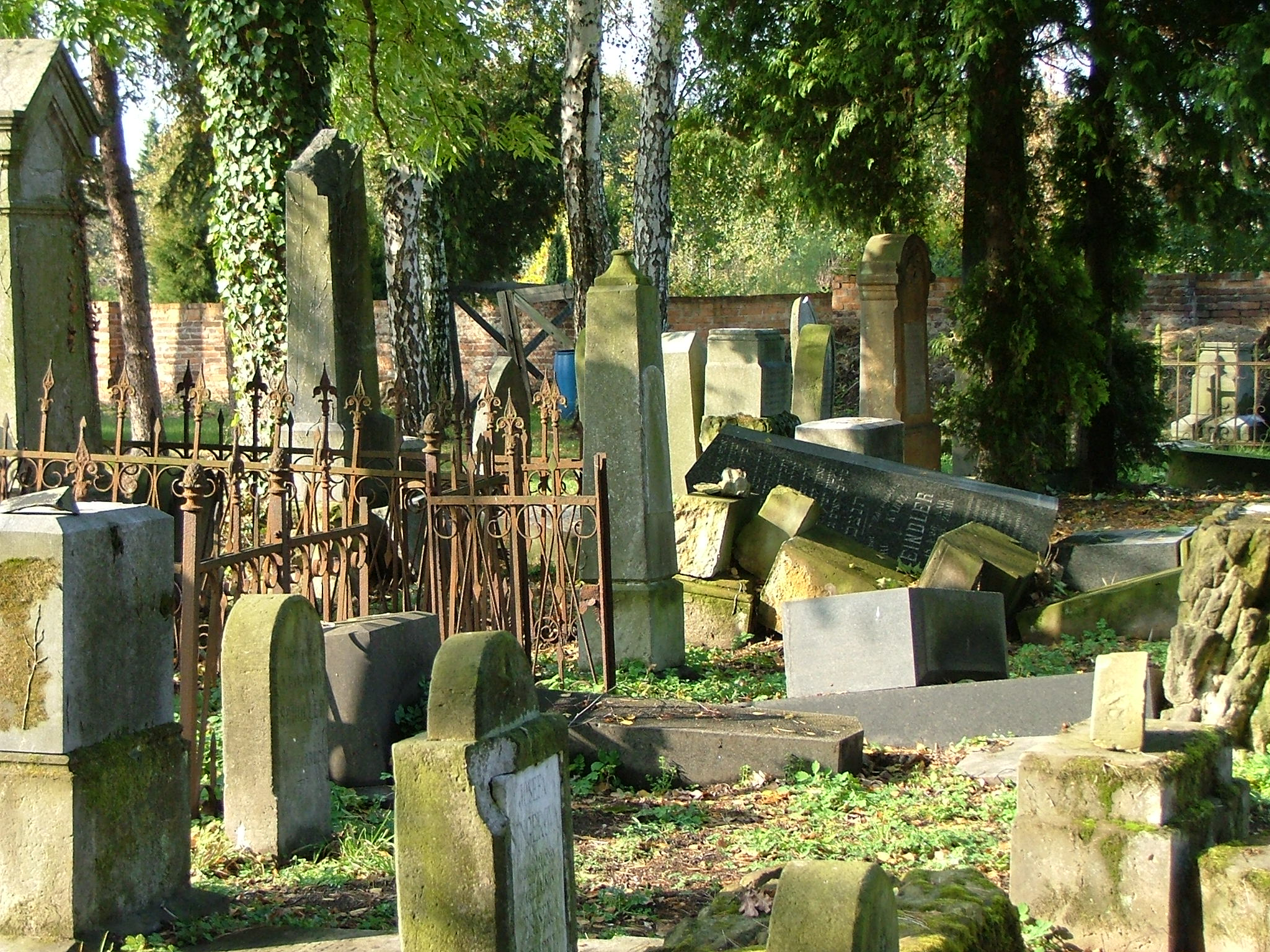
Jüdischer Friedhof in Königgrätz

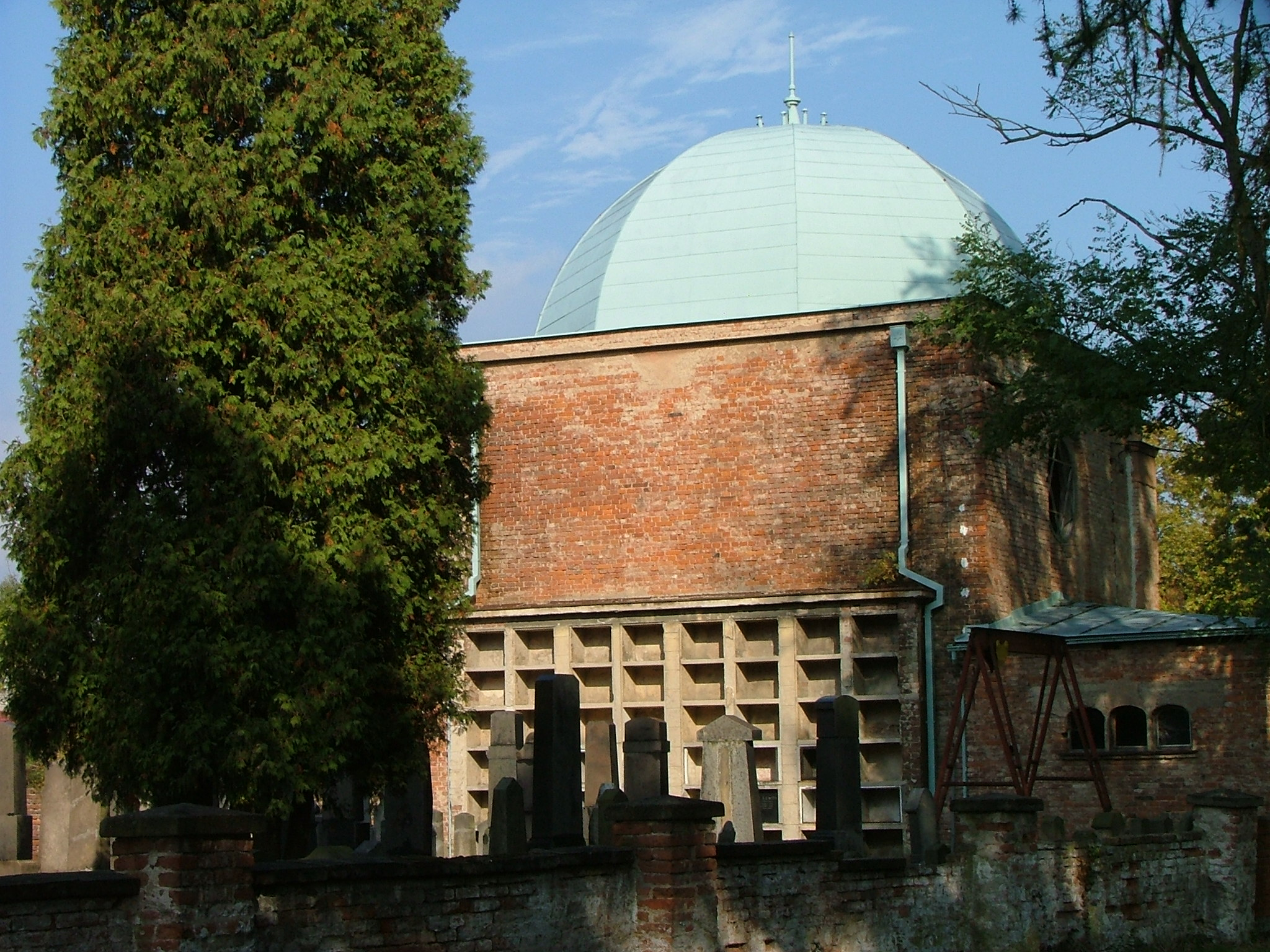
Trauerhalle

Der Jüdische Friedhof in Königgrätz (tschechisch Hradec Králové), einer tschechischen Stadt in Nordostböhmen, wurde 1877 angelegt.
Auf dem 2991 Quadratmeter großen jüdischen Friedhof im Stadtteil Pouchov sind noch mehrere hundert Grabsteine erhalten.
Auf dem Friedhof wurde nach dem Zweiten Weltkrieg eine Gedenkstätte errichtet, die an die 376 Opfer des Holocausts aus Königgrätz und den Nachbargemeinden erinnern soll.